# Internationaux de Strasbourg 1993
Internationaux de Strasbourg 1993 — жіночий тенісний турнір, що проходив на відкритих кортах з ґрунтовим покриттям у Страсбургу (Франція). Належав до турнірів 3-ї категорії в рамках Туру WTA 1993. Відбувсь усьоме і тривав з 17 до 23 травня 1993 року. П'ята сіяна Наоко Савамацу здобула титул в одиночному розряді й отримала 25 тис. доларів США.

## Фінальна частина

### Одиночний розряд
Наоко Савамацу —  Юдіт Візнер 4–6, 6–1, 6–3
- Для Савамацу це був 1-й титул за рік і 2-й - за кар'єру.

### Парний розряд
Шон Стаффорд /  Андреа Темашварі —  Джилл Гетерінгтон /  Кеті Ріналді 6–7(5–7), 6–3, 6–4